# Grattacieli più alti degli Stati Uniti d'America

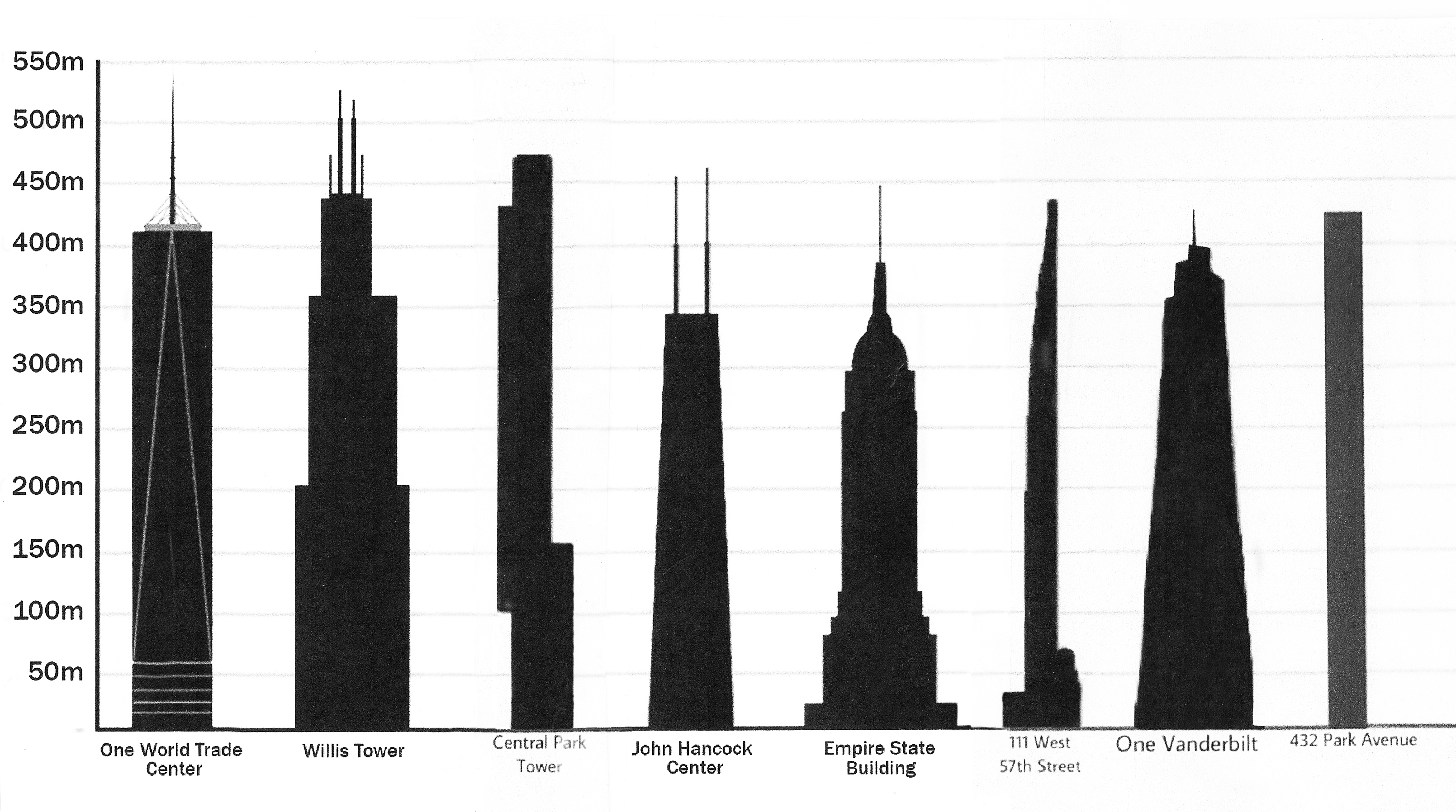
Diagramma dei grattacieli più alti degli USA nel 2021

Si considera come primo grattacielo della storia l'Home Insurance Building costruito a Chicago nel 1885. Progettato dall'architetto William Le Baron Jenney, grazie ad una innovativa struttura in acciaio era composto da 12 piani e raggiungeva una altezza di 55 metri.

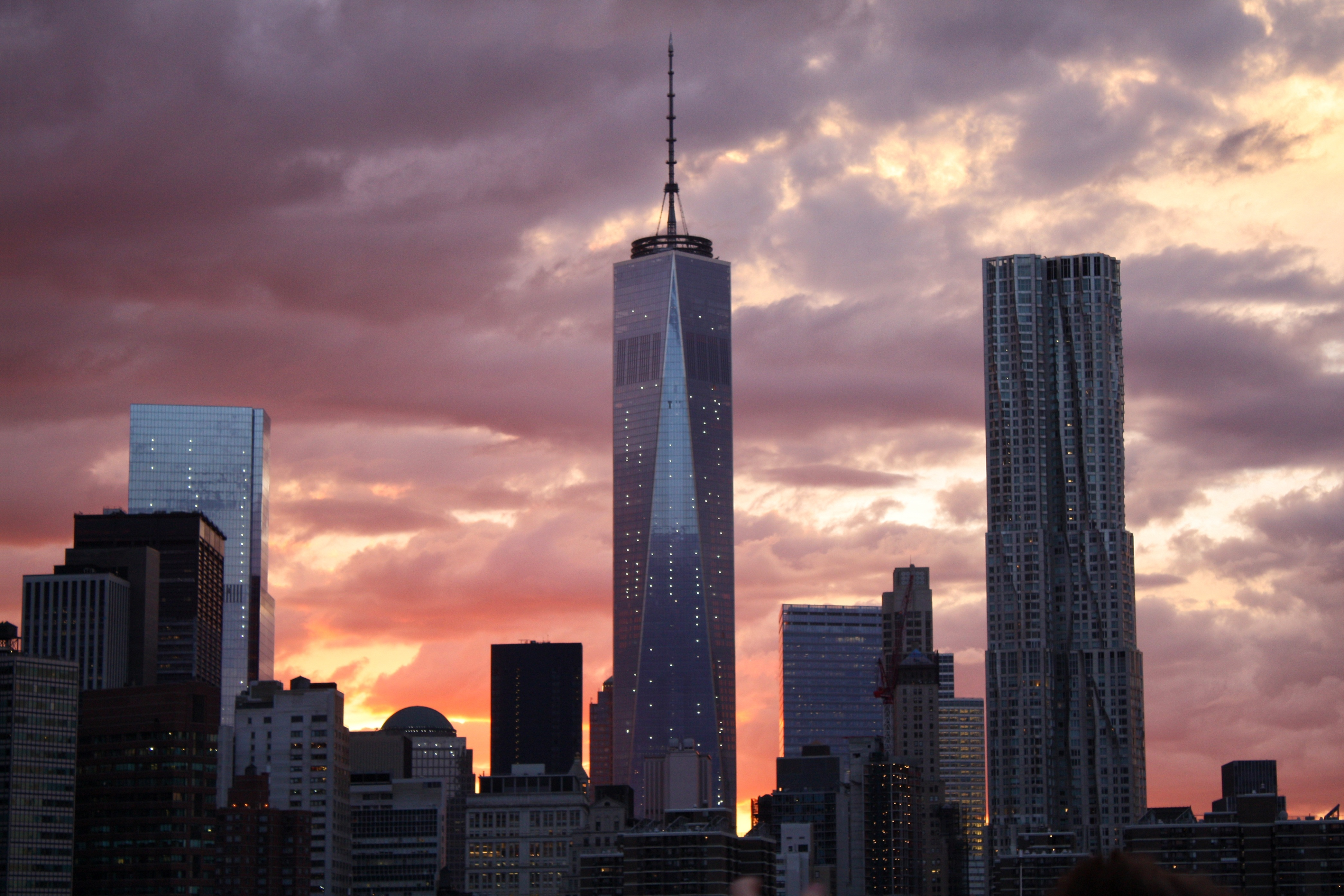
Il One World Trade Center (al centro) di New York City è l'edificio più alto dell'emisfero occidentale. Sulla destra si vede l'8 di Spruce Street.

Nei decenni successivi gli Stati Uniti divennero la nazione con il maggior numero di grattacieli al mondo, situati in gran parte a New York e Chicago. Nella sola New York sono presenti alcune centinaia di grattacieli, di cui oltre 300 superano i 150 metri di altezza.
Nel 1981 ben 9 dei 10 grattacieli più alti al mondo si trovavano negli Stati Uniti, mentre nel 2018 l'unico edificio statunitense ad entrare nella top ten mondiale è One World Trade Center. Nonostante gli edifici più alti al mondo si trovino ora a Dubai e in Cina, New York rimane la seconda città con la maggiore concentrazione di grattacieli oltre i 150 metri di altezza, preceduta solo da Hong Kong.
Al 2018 il grattacielo più alto degli Stati Uniti è il One World Trade Center, conosciuto anche come Freedom Tower, realizzato tra il 2006 e il 2013 sul sito delle Torri Gemelle distrutte dall'attentato dell'11 settembre 2001, che raggiunge l'altezza di 417 metri (con l'antenna arriva a 541 metri, pari alla cifra simbolica di 1776 piedi come l'anno della firma della dichiarazione d'indipendenza). Al secondo posto si trova la Willis Tower di Chicago con 442 metri (527 se si considera anche l'antenna), che aveva avuto il primato di grattacielo più alto dal 1974 al 2013. Conclude il podio l'Empire State Building con 381 metri (443 con l'antenna).
Prima dell'11 settembre 2001 le torri del World Trade Center occupavano la seconda e terza posizione nella lista: la torre nord raggiungeva i 417 m mentre la sud 415 m.
Negli anni 2000 si pensò di costruire un grattacielo alto ben 600 metri nella città di Chicago, su progetto di Santiago Calatrava. Nel 2007 iniziarono gli scavi per le fondazioni del cosiddetto Chicago Spire, ma a causa di problemi economici la costruzione non ha avuto luogo e il progetto è stato in seguito cancellato.
.

## Edifici più alti
La lista include solo edifici che siano già stati completati o in fase di costruzione ma che abbiano già raggiunto la loro altezza massima, che siano composti da piani utilizzabili, escludendo quindi torri di comunicazione o strutture analoghe, e che abbiano un'altezza superiore ai 220 metri. 
     Alcuni lo ritenevano il grattacielo più alto del mondo
| Pos. | Nome                                 | Immagine | Città                                | Altezza | Piani | Anno |
| ---- | ------------------------------------ | -------- | ------------------------------------ | ------- | ----- | ---- |
| 1    | One World Trade Center               |          | New York 40°42′46.45″N 74°00′47.53″W | 541     | 104   | 2014 |
| 2    | Central Park Tower                   |          | New York 40.7663°N 73.981°W          | 472     | 98    | 2020 |
| 3    | Willis Tower                         |          | Chicago 41°52′43.82″N 87°38′09.73″W  | 442     | 108   | 1974 |
| 4    | 111 West 57th Street                 |          | New York 40.76455°N 73.97765°W       | 435     | 84    | 2022 |
| 5    | One Vanderbilt                       |          | New York 40.753°N 73.9785°W          | 427     | 93    | 2020 |
| 6    | 432 Park Avenue                      |          | New York 40°45′40.32″N 73°58′17.4″W  | 426     | 96    | 2015 |
| 7    | Trump International Hotel and Tower  |          | Chicago 41°53′19.84″N 87°37′35.18″W  | 423     | 98    | 2009 |
| 8    | 270 Park Avenue*                     |          | New York                             | 423     | 60    | 2025 |
| 9    | 30 Hudson Yards                      |          | New York 40°45′14.3″N 74°00′02.7″W   | 386     | 73    | 2019 |
| 10   | Empire State Building                |          | New York 40°44′54.47″N 73°59′08.5″W  | 442     | 102   | 1931 |
| 11   | Bank of America Tower                |          | New York 40°45′19.36″N 73°59′03.92″W | 366     | 55    | 2009 |
| 12   | St. Regis Chicago                    |          | Chicago                              | 365     | 101   | 2020 |
| 13   | Aon Center                           |          | Chicago 41°53′06.79″N 87°37′17.41″W  | 346     | 83    | 1973 |
| 14   | John Hancock Center                  |          | Chicago 41°53′55.61″N 87°37′22.93″W  | 344     | 100   | 1969 |
| 15   | Comcast Technology Center            |          | Filadelfia 39.9549°N 75.1704°W       | 342     | 60    | 2018 |
| 16   | Wilshire Grand Center                |          | Los Angeles                          | 335     | 73    | 2017 |
| 17   | Three World Trade Center             |          | New York                             | 329     | 69    | 2018 |
| 18   | Salesforce Tower                     |          | San Francisco                        | 326     | 61    | 2018 |
| 19   | The Brooklyn Tower                   |          | New York                             | 325     | 74    | 2022 |
| 20   | 53W53                                |          | New York                             | 320     | 77    | 2019 |
| 21   | Chrysler Building                    |          | New York                             | 319     | 77    | 1930 |
| 22   | New York Times Building              |          | New York                             | 319     | 52    | 2007 |
| 23   | The Spiral                           |          | New York                             | 314     | 66    | 2022 |
| 24   | Bank of America Plaza                |          | Atlanta                              | 312     | 55    | 1992 |
| 25   | U.S. Bank Tower                      |          | Los Angeles                          | 310     | 73    | 1989 |
| 26   | AT&T Corporate Center                |          | Chicago                              | 307     | 60    | 1989 |
| 27   | One57                                |          | New York                             | 306     | 90    | 2014 |
| 28   | JPMorgan Chase Tower                 |          | Houston                              | 305     | 79    | 1982 |
| 29   | 520 Fifth Avenue                     |          | New York                             | 305     | 76    | 2026 |
| 30   | 35 Hudson Yards                      |          | New York                             | 305     | 72    | 2019 |
| 31   | One Manhattan West                   |          | New York                             | 304     | 69    | 2022 |
| 32   | Two Prudential Plaza                 |          | Chicago                              | 303     | 64    | 1990 |
| 33   | Wells Fargo Plaza                    |          | Houston                              | 302     | 71    | 1983 |
| 34   | 50 Hudson Yards                      |          | New York                             | 299     | 58    | 2022 |
| 35   | 4 World Trade Center                 |          | New York                             | 298     | 72    | 2013 |
| 36   | One Chicago East Tower               |          | Chicago                              | 297     | 78    | 2022 |
| 37   | Comcast Center                       |          | Philadelphia                         | 297     | 57    | 2007 |
| 38   | 311 South Wacker Drive               |          | Chicago                              | 293     | 65    | 1990 |
| 39   | 220 Central Park South               |          | New York                             | 290     | 67    | 2020 |
| 40   | American International Building      |          | New York                             | 290     | 66    | 1932 |
| 41   | Key Tower                            |          | Cleveland                            | 289     | 57    | 1991 |
| 42   | One Liberty Place                    |          | Philadelphia                         | 288     | 61    | 1987 |
| 43   | 2 Manhattan West                     |          | New York                             | 285     | 58    | 2022 |
| 44   | Four Seasons Hotel New York Downtown |          | New York                             | 285     | 67    | 2016 |
| 45   | Columbia Center                      |          | Seattle                              | 295     | 76    | 1985 |
| 46   | Trump Building                       |          | New York                             | 283     | 70    | 1930 |
| 47   | Bank of America Plaza                |          | Dallas                               | 281     | 72    | 1985 |
| 48   | Citigroup Center                     |          | New York                             | 279     | 59    | 1977 |
| 49   | 15 Hudson Yards                      |          | New York                             | 278     | 70    | 2019 |
| 50   | 125 Greenwich Street*                |          | New York                             | 278     | 72    | 2022 |
| 51   | Williams Tower                       |          | Houston                              | 275     | 64    | 1983 |
| 52   | 99 Hudson Street                     |          | Jersey City                          | 274     | 79    | 2019 |
| 53   | 425 Park Avenue                      |          | New York                             | 273     | 47    | 2022 |
| 54   | NEMA Chicago                         |          | Chicago                              | 273     | 76    | 2019 |
| 55   | Renaissance Tower                    |          | Dallas                               | 270     | 56    | 1974 |
| 56   | 10 Hudson Yards                      |          | New York                             | 268     | 52    | 2016 |
| 57   | Sixth X Guadalupe                    |          | Austin                               | 267     | 66    | 2023 |
| 58   | SunTrust Plaza                       |          | Atlanta                              | 265     | 60    | 1992 |
| 59   | Bank of America Corporate Center     |          | Charlotte                            | 265     | 60    | 1992 |
| 60   | Beekman Tower                        |          | New York                             | 267     | 67    | 2011 |
| 61   | 900 North Michigan                   |          | Chicago                              | 265     | 66    | 1989 |
| 62   | Panorama Tower                       |          | Miami                                | 265     | 85    | 2017 |
| 63   | Trump World Tower                    |          | New York                             | 262     | 72    | 2001 |
| 64   | 262 Fifth Avenue                     |          | New York                             | 262     | 56    | 2025 |
| 65   | Water Tower Place                    |          | Chicago                              | 262     | 74    | 1976 |
| 66   | Aqua                                 |          | Chicago                              | 250     | 82    | 2009 |
| 67   | Aon Center                           |          | Los Angeles                          | 262     | 62    | 1974 |
| 68   | Transamerica Pyramid                 |          | San Francisco                        | 260     | 48    | 1972 |
| 69   | 30 Rockefeller Plaza                 |          | New York                             | 259     | 69    | 1933 |
| 70   | Chase Tower                          |          | Chicago                              | 259     | 60    | 1969 |
| 71   | Two Liberty Place                    |          | Filadelfia                           | 258     | 58    | 1990 |
| 72   | One Manhattan Square*                |          | New York                             | 258     | 73    | 2019 |
| 73   | Rainier Square Tower                 |          | Seattle                              | 258     | 64    | 2020 |
| 74   | Sutton 58                            |          | New York                             | 258     | 67    | 2022 |
| 75   | Park Tower                           |          | Chicago                              | 257     | 67    | 2000 |
| 76   | Devon Energy Center                  |          | Oklahoma City                        | 257     | 52    | 2012 |
| 77   | One Bennett Park                     |          | Chicago                              | 257     | 67    | 2019 |
| 78   | U.S. Steel Tower                     |          | Pittsburgh                           | 256     | 64    | 1970 |
| 79   | Salesforce Tower Chicago             |          | Chicago                              | 255     | 60    | 2023 |
| 80   | 56 Leonard Street                    |          | New York                             | 250     | 60    | 2016 |
| 81   | One Atlantic Center                  |          | Atlanta                              | 250     | 50    | 1987 |
| 82   | The Legacy at Millennium Park        |          | Chicago                              | 249     | 72    | 2009 |
| 83   | 110 North Wacker                     |          | Chicago                              | 249     | 58    | 2020 |
| 84   | Aston Martin Residences              |          | Miami                                | 249     | 66    | 2022 |
| 85   | CitySpire Center                     |          | New York                             | 248     | 75    | 1987 |
| 86   | One Chase Manhattan Plaza            |          | New York                             | 248     | 60    | 1960 |
| 87   | The Orchard*                         |          | New York                             | 247     | 69    | 2024 |
| 88   | Condé Nast Building                  |          | New York                             | 341     | 48    | 1999 |
| 89   | MetLife Building                     |          | New York                             | 246     | 60    | 1963 |
| 90   | 731 Lexington Avenue                 |          | New York                             | 246     | 57    | 2005 |
| 91   | 1000M                                |          | Chicago                              | 245     | 73    | 2023 |
| 92   | 181 Fremont                          |          | San Francisco                        | 244     | 66    | 2018 |

* Indica che l'edificio è ancora in costruzione, ma è stato completato.

## Cronologia degli edifici più alti
Il primo edificio di una certa altezza negli Stati Uniti fu la chiesa di Cristo di Filadelfia il cui campanile, terminato nel 1754 e che raggiungeva l'altezza di 60 metri, la resero l'edificio più alto del paese fino al 1810, quando a Boston fu costruita la Park Street Church con il suo campanile di 66 metri.
Il primo vero grattacielo, intendendo come tale un edificio con un notevole numero di piani utilizzabili invece che una torre, ad ottenere il primato di edificio più alto del paese fu il New York World Building, che comprendeva 20 piani e raggiungeva un'altezza di 94 metri (106 considerando anche l'antenna sulla sua sommità).
Il Grattacielo Singer, sempre a New York, con i suoi 47 piani e 187 metri di altezza oltre che il grattacielo più alto degli Stati Uniti fu anche il grattacielo più alto del mondo tra il 1908 e il 1909, quando fu superato dal Metropolitan Life Insurance Company Tower. Costruito come sede della famosa azienda produttrice di macchine per cucire, l'edificio detiene il record di più alto grattacielo ad essere stato volontariamente demolito per fare posto ad un altro edificio. Nel 1969 infatti al suo posto venne realizzato il One Liberty Plaza.
Il celebre Empire State Building, con i suoi 381 metri di altezza esclusa l'antenna, rimase il grattacielo più alto del paese per ben 39 anni, tra il 1931 e il 1970, quando fu superato dalle torri del World Trade Center.
Al 2020 il grattacielo più alto degli Stati Uniti è il One World Trade Center, realizzato tra il 2006 e il 2013 sul sito delle Torri Gemelle distrutte dall'attentato dell'11 settembre 2001.
| Nome                                      | Immagine | Posizione                            | Anni in cui è stato l'edificio più alto | Altezza (m) (compresa l'antenna) |
| ----------------------------------------- | --- | ------------------------------------ | --------------------------------------- | -------------------------------- |
| Pueblo Bonito                             | digital reconstruction of a mud brick building | Nuovo Messico (Abbandonato nel 1126) | IX secolo – 1754                        | 32                               |
| Chiesa di Cristo (Filadelfia)             | | Filadelfia                           | 1754–1810                               | 60                               |
| Park Street Church                        | | Boston                               | 1810–1828                               | 66                               |
| Phoenix Shot Tower                        | | Baltimora                            | 1828–1846                               | 71.4                             |
| Trinity Church                            | | New York                             | 1846–1869                               | 85                               |
| Saint Michael's Church                    | | Chicago                              | 1869–1885                               | 88                               |
| Chicago Board of Trade Building           | | Chicago (demolito nel 1929)          | 1885–1890                               | 98                               |
| New York World Building                   | | New York (demolito nel 1955)         | 1890–1894                               | 106                              |
| Municipio di Filadelfia                   | Distant ground-level view of a large building with a white exterior and a tall spire; the spire has a rounded roof and is topped with a black statue.                                                      | Filadelfia                           | 1894–1908                               | 167                              |
| Grattacielo Singer                        | | New York (demolito nel 1968)         | 1908–1909                               | 187                              |
| Metropolitan Life Insurance Company Tower | | New York                             | 1909–1913                               | 213                              |
| Woolworth Building                        | | New York                             | 1913–1930                               | 241                              |
| Bank of Manhattan Trump Building          | | New York                             | 1930                                    | 283 (255 senza antenna)          |
| Chrysler Building                         | | New York                             | 1930–1931                               | 319 (282 senza antenna)          |
| Empire State Building                     | | New York                             | 1931–1970                               | 443 (381 senza antenna)          |
| World Trade Center                        | Aerial view of two 110-story twin towers; the building have gray, steel exteriors, and the structure on the left is topped by a large antenna. Several skyscrapers are visible surrounding the two towers. | New York (distrutto nel 2001)        | 1970–1974                               | 527 (417 senza antenna)          |
| Willis Tower                              | | Chicago                              | 1974–2013                               | 527 (442 senza antenna)          |
| One World Trade Center                    | | New York                             | 2013–presente                           | 541 (417 senza antenna)          |